# Jezioro Łekneńskie
Jezioro Łekneńskie, także Jezioro Łekno – jezioro położone w gminie Wągrowiec, obok wsi Łekno, leżące na terenie Pojezierza Chodzieskiego. Ogólna powierzchnia jeziora wynosi 60,06 ha.

## Galeria

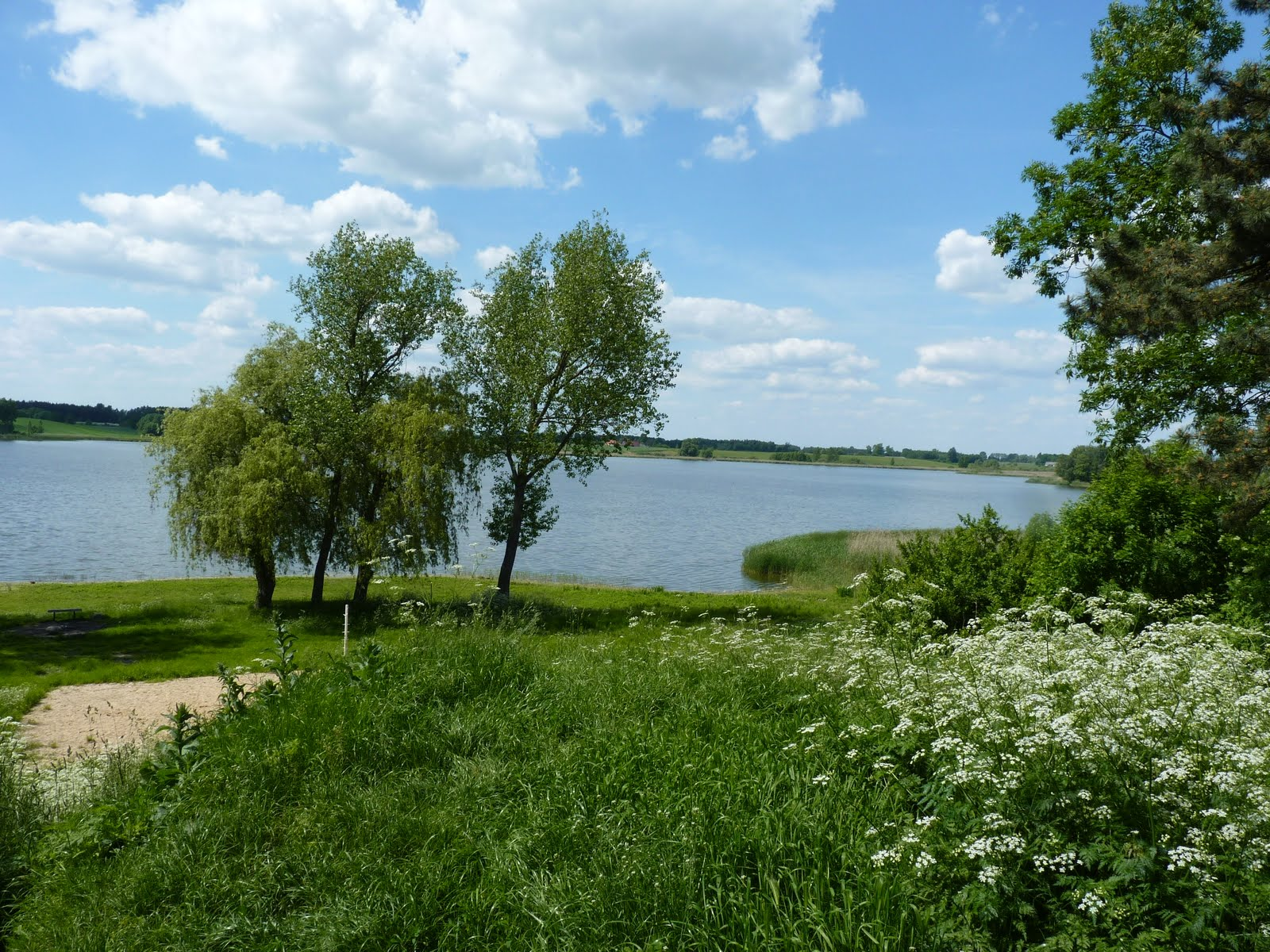
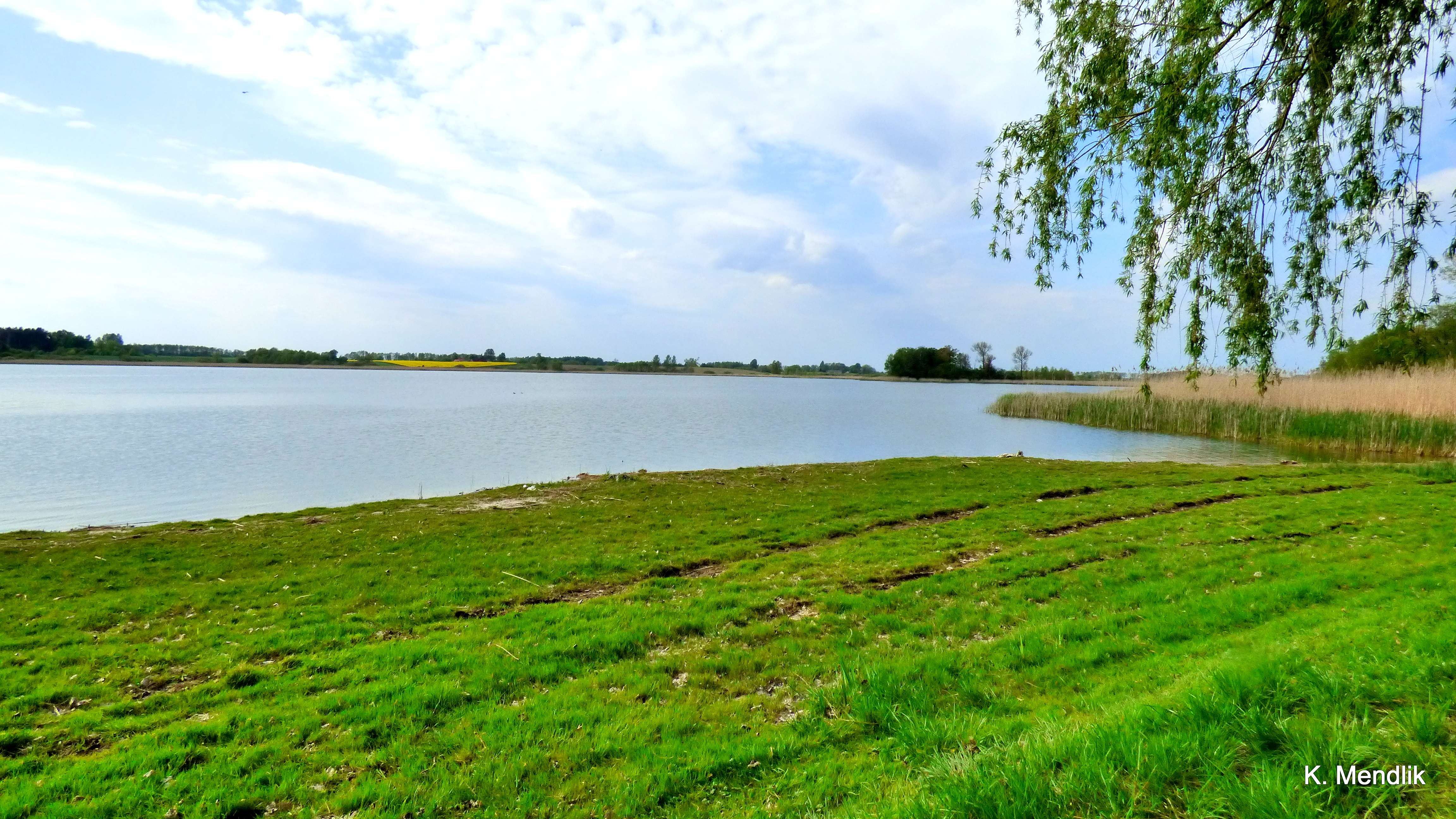
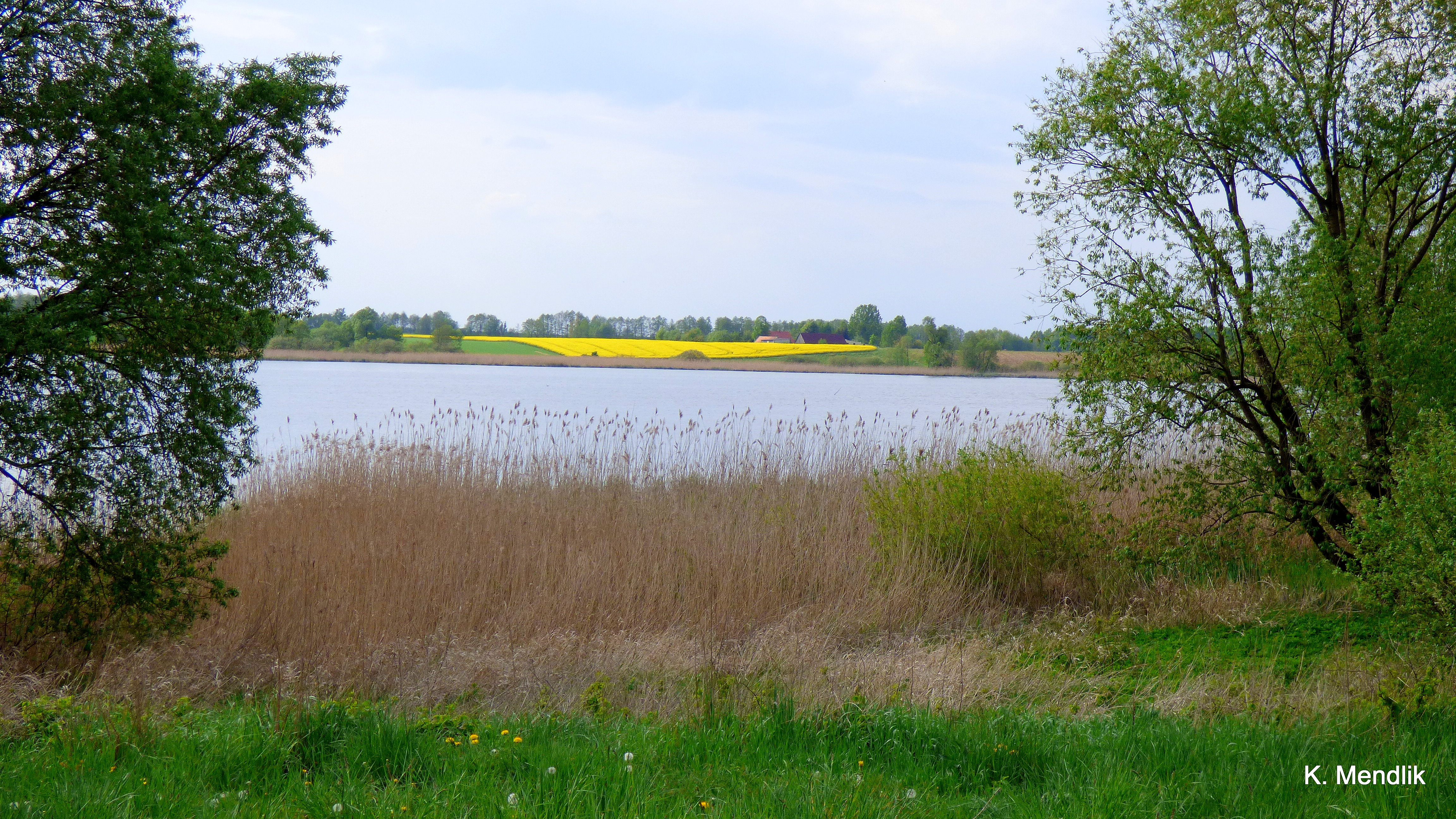
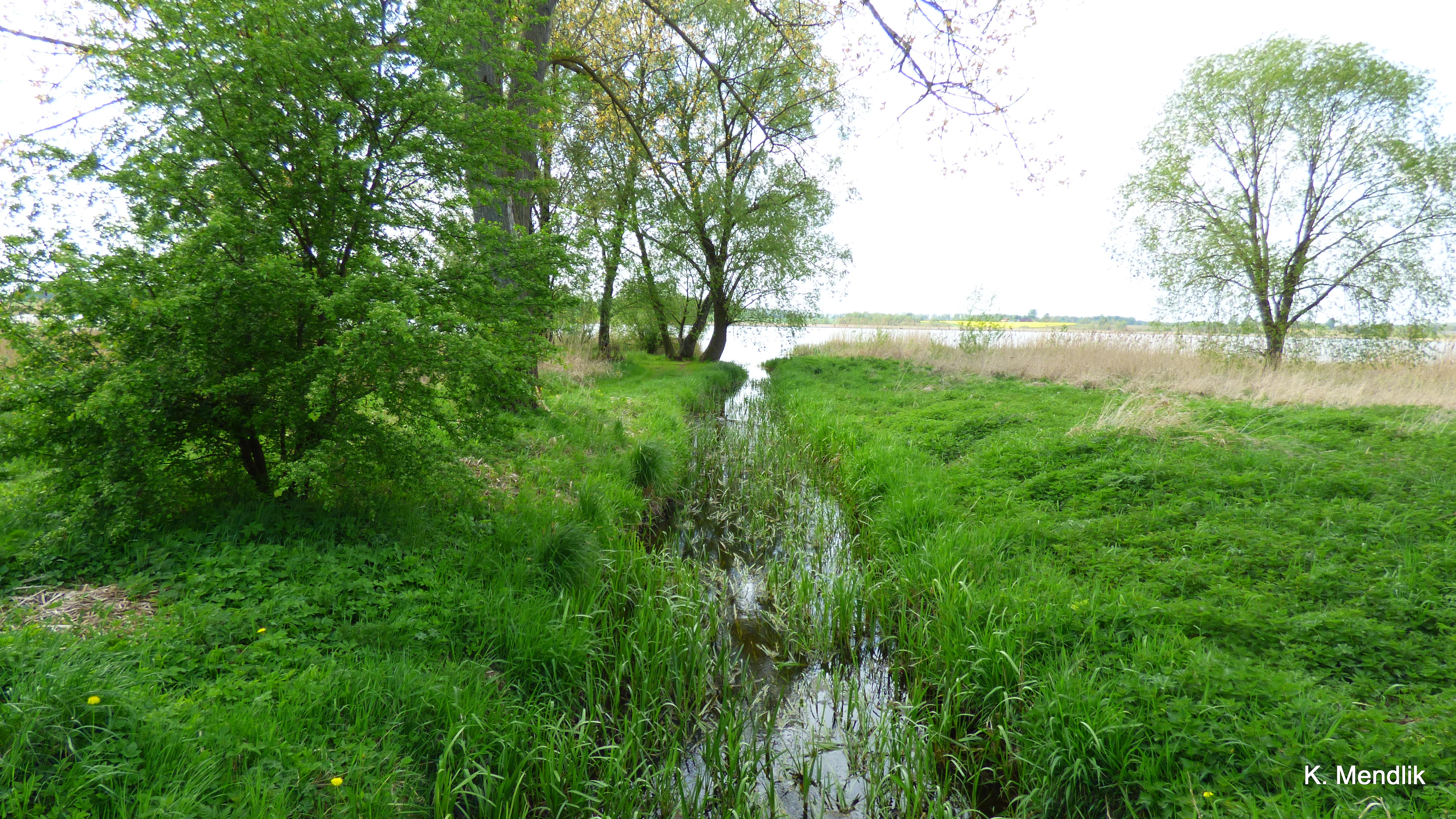